# 馬亮 (清朝)
馬亮（1845年—1909年），滿洲正白旗（原籍漢軍正白旗）人，清朝军事将领，官至伊犁将军、成都將軍。諡勇僖。
同治五年，擔任驍騎校，后升爲副都統銜協領。光緒年間，擔任寧古塔佐領、拉林佐領。光緒二十六年，任密雲副都統，次年改為伊犁將軍。光緒三十一年，任烏里雅蘇台將軍。光緒三十四年，任鑲黃旗漢軍都統。光緒三十四年至宣統元年，任成都將軍。